# Мамедова, Джерен
Джерен Мамедова (15 апреля 1923, Туркменская область, Туркестанская АССР — 2 сентября 1985, Ашхабад) — советский хозяйственный, государственный и политический деятель, поэтесса. Депутат Верховного Совета СССР 3 созыва.

## Биография
Родилась в 1923 году в селе Маныш. Член ВКП(б) с 1944 года.
С 1940 года — на хозяйственной, общественной и политической работе. В 1940—1979 годах — учитель школы № 6 Чарджоу, инструктор Чарджоуского областного комитета, заместитель заведующего Отделом пропаганды и агитации, секретарь по работе среди школьной молодёжи.
1-й секретарь ЦК ЛКСМ Туркменистана, заместитель председателя Исполнительного комитета Ашхабадского областного Совета, председатель Комиссии советского контроля СМ Туркменской ССР, инструктор Отдела партийных органов Бюро по промышленности и строительству ЦК КП Туркменистана, министр социального обеспечения Туркменской ССР.
Депутат Верховного Совета Туркменской ССР 5—9 созывов.
Избиралась депутатом Верховного Совета СССР 3-го созыва.
В 1975 году в издательстве "Туркменистан" вышел сборник стихов "Встреча" (перевод с туркменского Александра Наумова).
Умерла в 1985 году в Ашхабаде.